# いんぶビーチ
いんぶビーチ（伊武部ビーチ）とは、沖縄県恩納村（沖縄本島）字名嘉真2173に所在するビーチである。沖縄海岸国定公園に指定されている。再開発のため、2017年現在、閉鎖中。

## 施設の概要
いんぶビーチ（伊武部ビーチ）は、沖縄県恩納村字名嘉真（なかま）2173に所在する

。グラスボートで少し沖合いに出ると色鮮やかな熱帯魚などの海の生き物も観察できるなど、豊かな自然が保護されている。
- 所在地：恩納村字 名嘉真 2173
- 位置情報：北緯26度31分34.6秒 東経127度55分30.4秒 / 北緯26.526278度 東経127.925111度
- 駐車場：あり

### 再開発前の施設設備
- 管理棟
- トイレ　シャワー
- 売店　休憩場　レストラン
- テント　100サイト
- レンタル用品有り
- グラスボート

## 歴史
- ビーチのある名嘉真（なかま）地域の伊武部村はヤーシ川(伊武部川)近くの一帯にあり、かつて川に沿って境界標識（「印」）を設けたことから「印部」という地名がついた。「伊武部」は当て字である。[5]。
- 1965年10月1日 - 琉球政府により、いんぶビーチ含む本島西海岸一帯が沖縄海岸政府立公園として指定された[2][6]。
- 1972年5月15日 - 沖縄県が本土復帰した際に、沖縄海岸国定公園として指定される[2]。

## 再開発計画
2005年9月、USENグループのユーズホールディングスと名嘉真区評議会は区民がビーチに入れる里道の建設や保安林確保などを条件に「ウェスティン沖縄ホテル計画（仮称）」に同意した。USENは恩納村名嘉真区に対し「地主の97％の同意を得た」と説明した。
2006年2月7日、USENが「ウェスティン沖縄ホテル計画（仮称）」を計画していると、琉球新報が報じた。開発区域面積は伊武部ビーチを含む約13万1271平方メートル、中央のホテル棟が150室前後、海沿いにコテージ180戸程度を建設。開発区域の土地はUSENグループのユーズホールディングスが買収し、土地登記を進めていた。同年12月1日、ユーズホールディングスが仲井真弘多知事に対し「ウェスティン沖縄ホテル新築工事（仮称）」の開発許可申請を提出、沖縄県が受理した。本計画は3000平方メートル以上の土地開発にあたるため、県土保全条例に基づき知事の許可が必要となる。23日には、3万平方メートル以上の土地や地域環境に著しい影響を及ぼす恐れがある開発行為にあたる「ウェスティン沖縄ホテル新築工事（仮称）」について県土保全条例に基づき、県土地開発審査会を23日午後、非公開で開催した。審査会では委員からユーズホールディングスに対し、建築物の規模や具体的な内容、赤土流出防止対策などについて質問が挙がった。審査会は2007年1月下旬に現地検討会を開き、答申をまとめる。
2008年、ホテル建設計画を進めていたユーズリゾート沖縄の資金繰りが悪化し、開発が一時中断した。
約7年後の2015年4月16日、ユーズリゾート沖縄が、会社分割で同名の新会社を設立。新会社の株を三井不動産などが買い取り、ホテル開発事業を引き継ぐ。旧会社は負債整理に当てたとみられる。同年6月3日、ユーズリゾート沖縄が、ホテル開発事業を譲渡する計画を恩納村に伝えた。5日には、ユーズリゾート沖縄が三井不動産を含む開発事業者に事業を譲渡する方向で最終調整していることが、沖縄タイムスに報じられた。2020年までに新ホテル開業の見通しで、ホテルブランドには、米ハワイの代表的な高級リゾートホテル「ハレクラニ」などの名前が挙がり、国内外の富裕層をターゲットにした開発とみられる。
2017年3月3日、三井不動産が取締役会にて、ユーズリゾート沖縄を吸収合併することを決議した。「（仮称）沖縄伊武部ビーチホテルプロジェクト」を円滑に進めることを目的に三井不動産の100％子会社を簡易吸収合併ということで、開示事項・内容は一部省略された形となった。
2019年7月、「ハレクラニ沖縄」としてホテルが開業した。

### その他
私企業による海岸の囲い込みや不法占拠が沖縄県では問題となっており、対策として沖縄県が「海浜を自由に使用するための条例」及び同施行規則を1991年4月1日に施行した。これらが守られるのかや建設計画等、住民への説明が不十分、かつ自然保護する対象である国定公園への建設であることから、希望ヶ丘地域内の一部住民は再開発に反対した。
- 沖縄県「海浜を自由に使用するための条例施行規則」[13]

第2条　条例第6条に規定する事業者等が配慮すべき事項は、次の各号に掲げるとおりとする。
（1）　公衆が海浜へ自由に立ち入ることができるよう適切な進入方法を確保すること。
（2）　公衆の海浜利用又は海浜への立入りの対価として料金を徴収しないこと。